# Ísafjörður

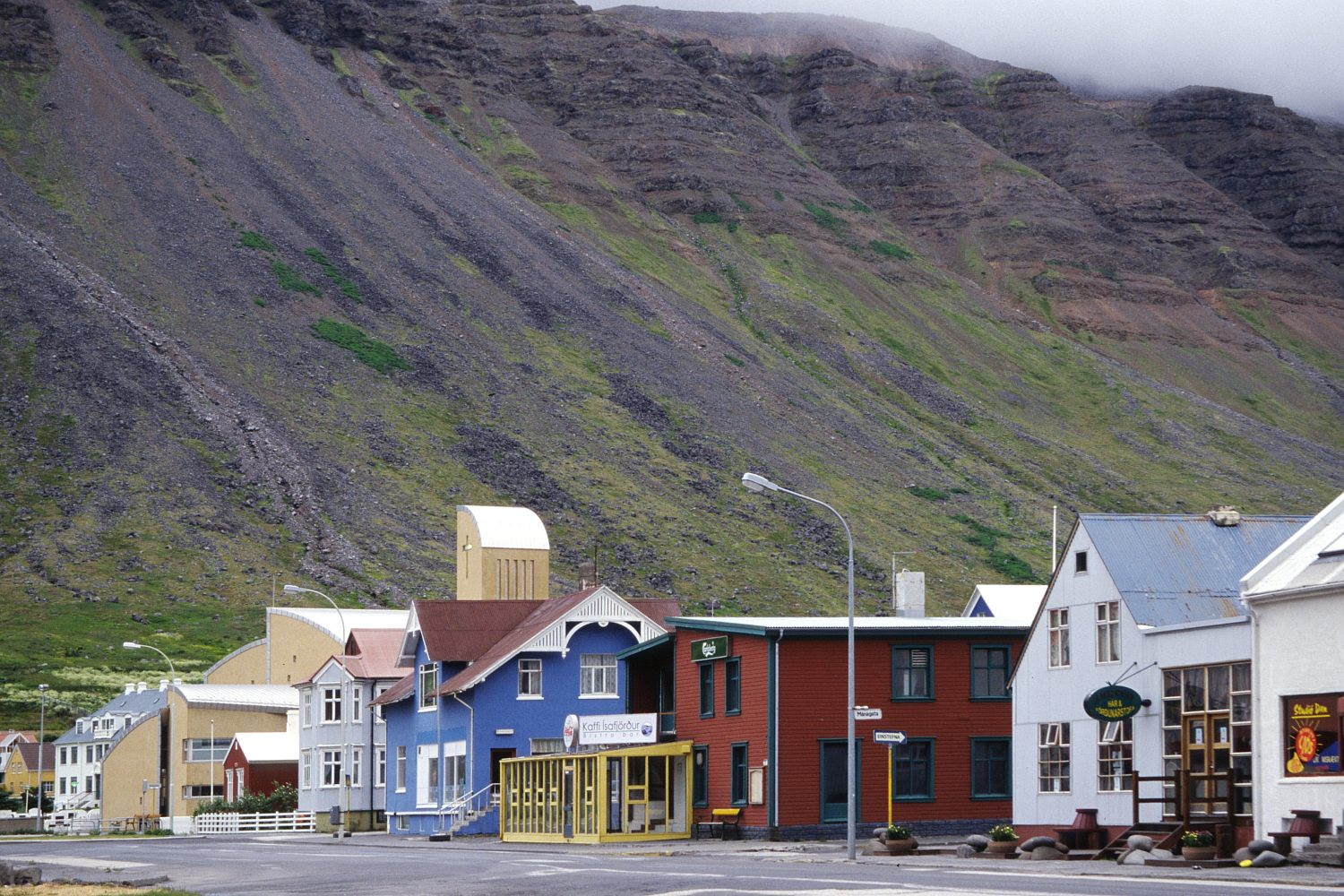
Ísafjörður mit der Ísafjarðarkirkja

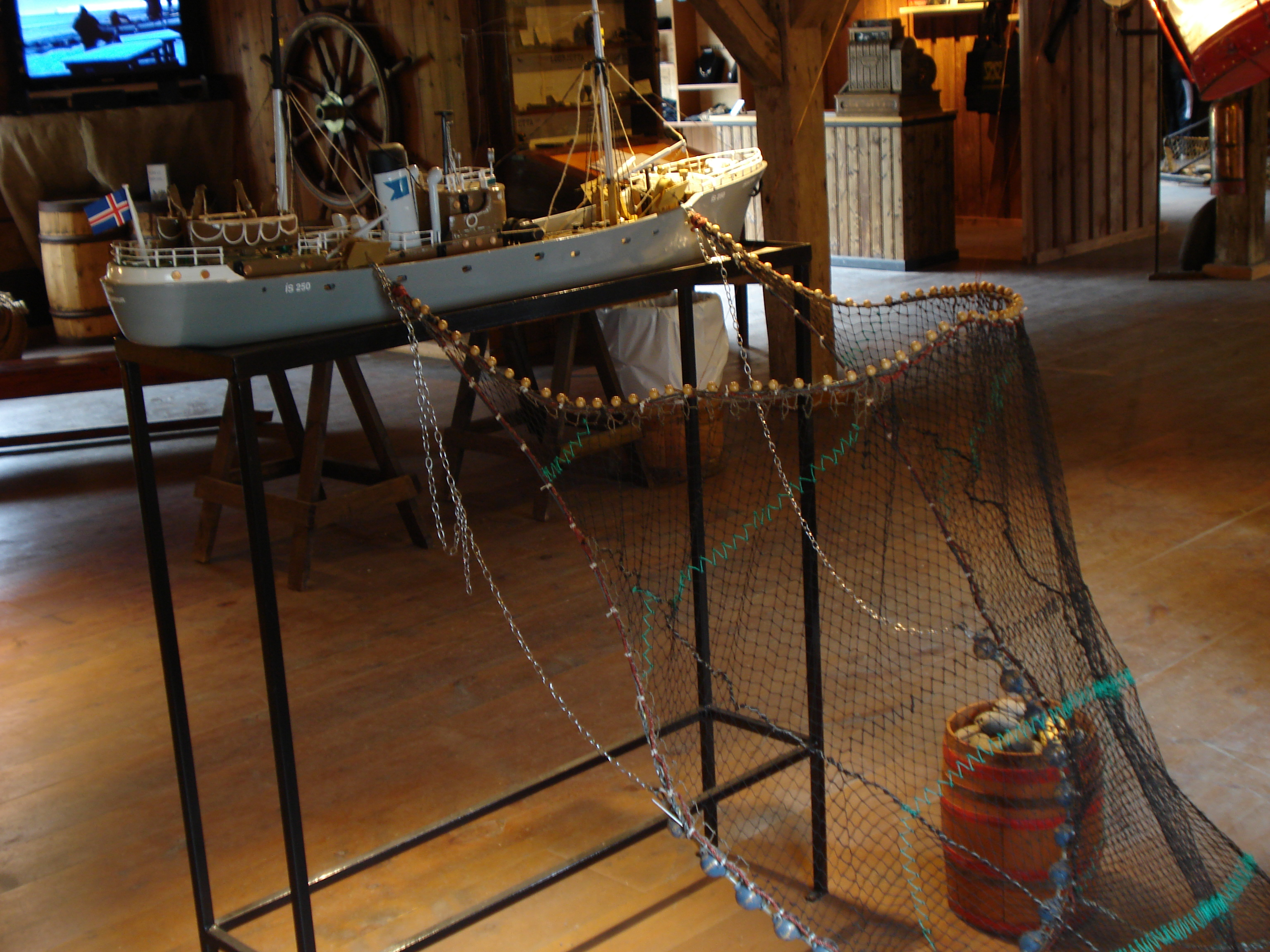
Heimatmuseum Neðstikaupstaður in Ísafjörður

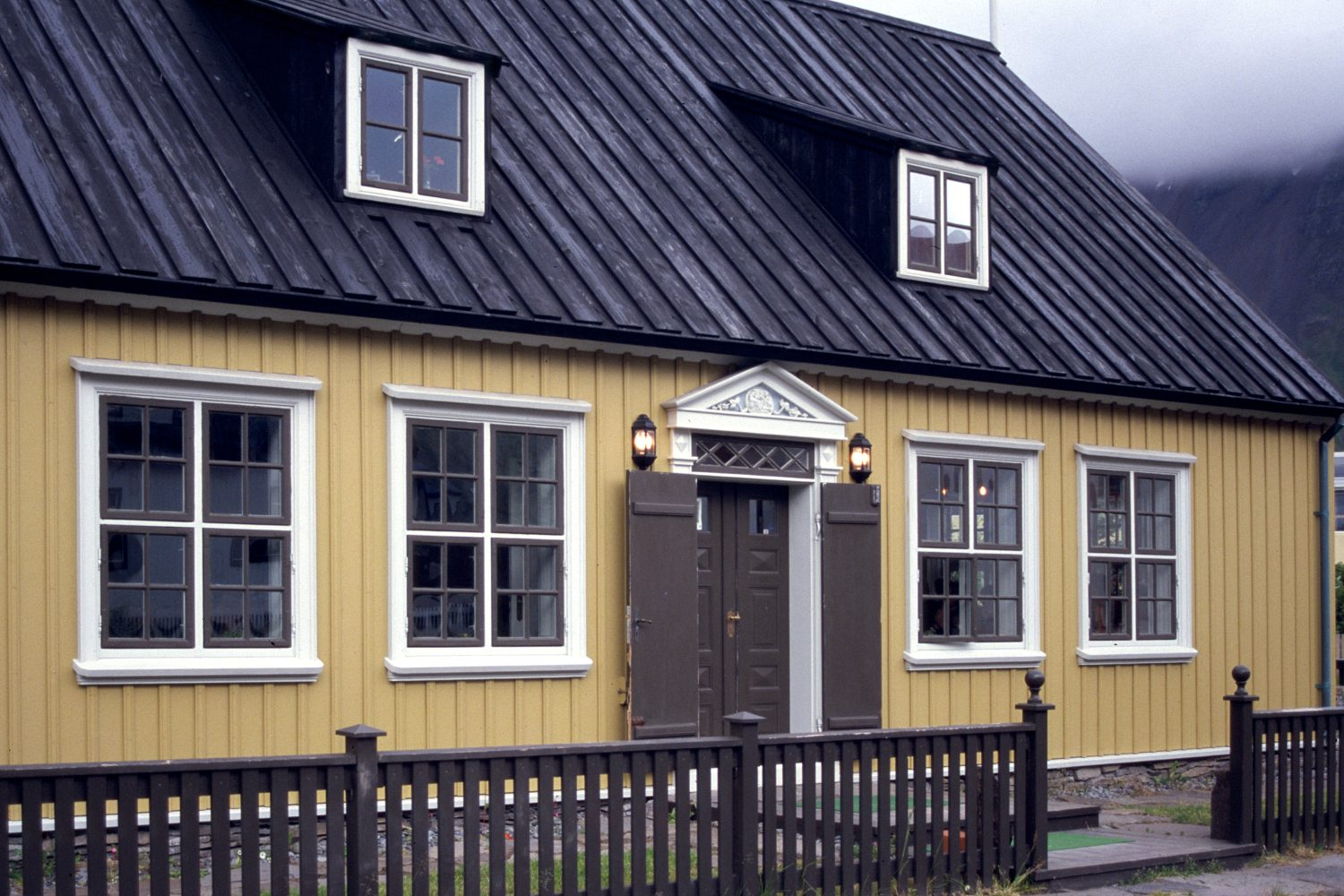
Faktorshúsið í Hæstakaupstað, eines der ältesten Gebäude der Stadt (erbaut 1788), wird heute als Restaurant genutzt

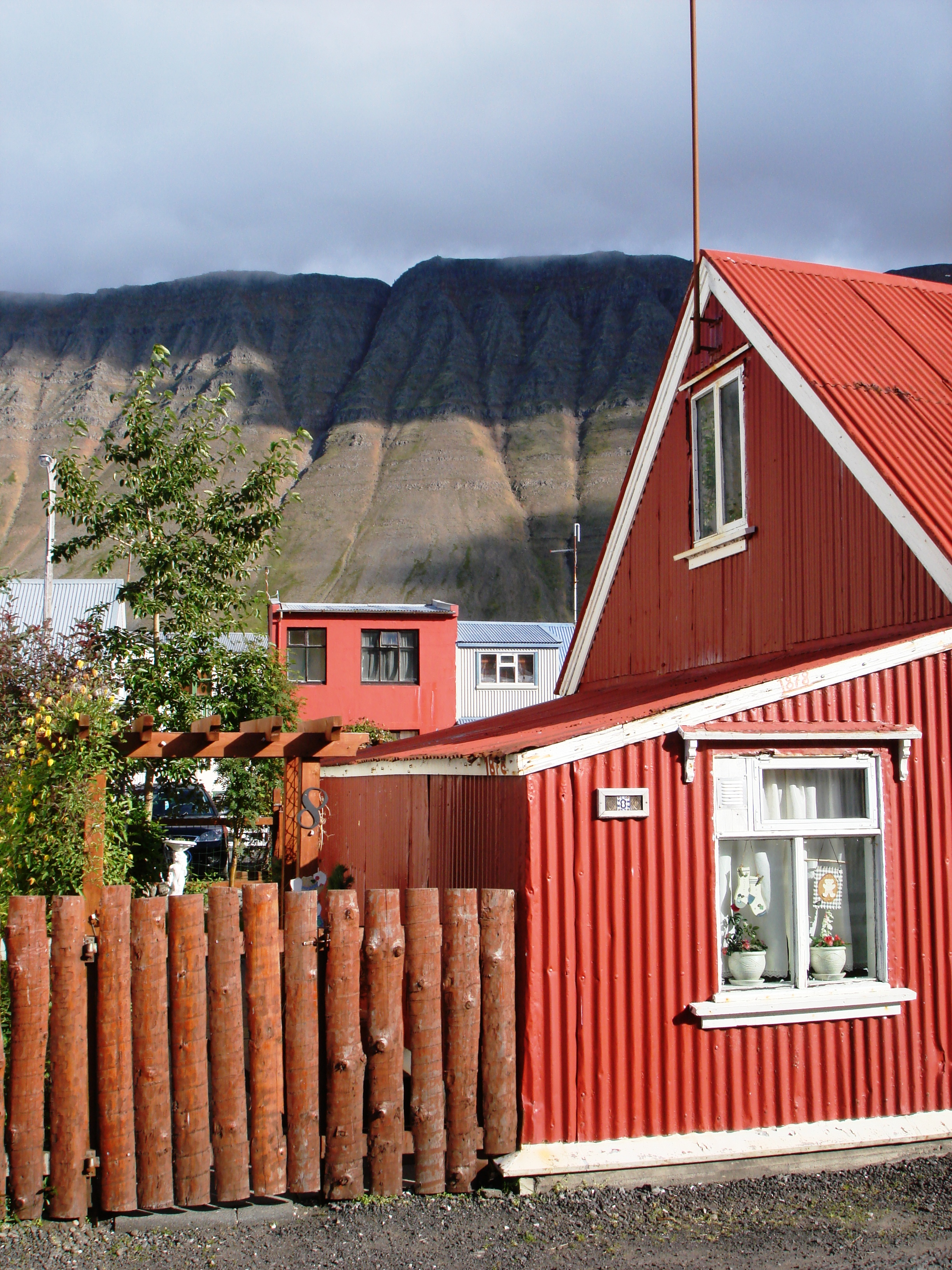
Alte Häuser in Ísafjörður

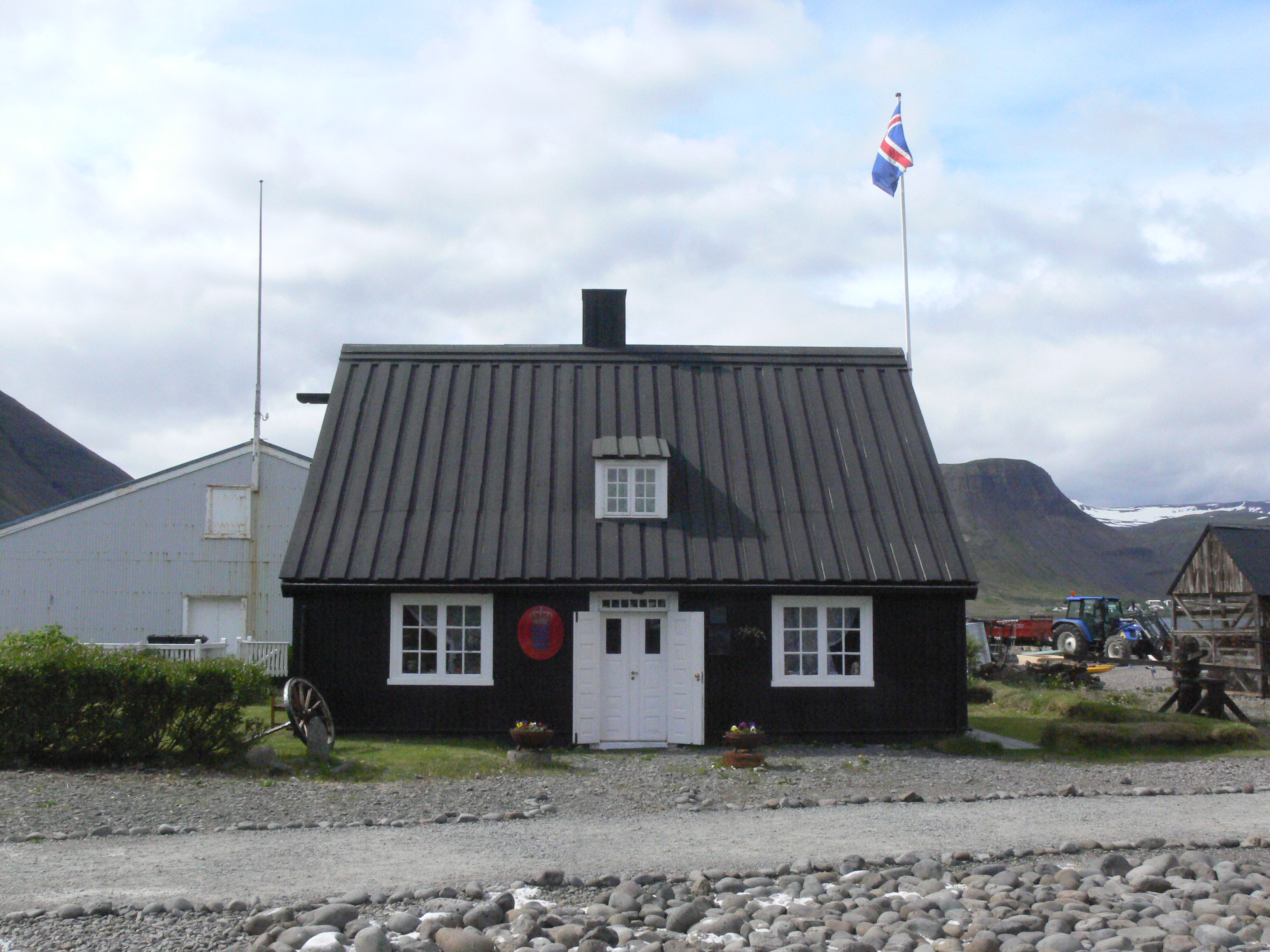
Faktorshúsið (erbaut 1765) in Neðstikaupstaður

Ísafjörður ([ˈiːsaˌfjœrðʏr̥]; „Eisfjord“) ist eine Stadt im äußersten Nordwesten Islands. Am 1. Januar 2023 lebten in Ísafjörður 2744 Personen. Die Stadt ist Verwaltungssitz der Gemeinde Ísafjarðarbær mit 3864 Einwohnern (Stand: 1. Januar 2023).

## Geographie
Ísafjörður liegt, eingefasst von den schroff abfallenden Berghängen des Eyrarfjall (bis 731 m) und des Kirkjubólsfjall (bis 832 m), am Skutulsfjörður, einem Seitenarm des Ísafjarðardjúp. Die Stadt bildet das Wirtschafts- und Verwaltungszentrum der Westfjorde.
Die Sandbank (isl. eyri), die den Ort trägt, wurde immer wieder aufgeschüttet, um Neuland zu bilden. Somit hat sich die Fläche der Stadt kontinuierlich vergrößert, die Halbinsel reicht heute fast von einem Ufer des Fjords zum anderen, wobei ein wirkungsvoll geschützter Hafen entstand.

## Geschichte
Im Landnámabók wird als erster Siedler Helgi Hrólfsson genannt, der um 920 an diesen Ort kam und dem Fjord Skutulsfjörður auch seinen Namen gab, als er an dieser Stelle eine Harpune (isl. skutull) am Strand fand.
Im 16. Jahrhundert gründeten hier deutsche und englische Firmen ihre Handelsniederlassungen. Die während des dänischen Handelsmonopols errichteten Häuser in Neðstikaupstaður am Südzipfel der Halbinsel stellen den ältesten erhaltenen Siedlungskern Islands dar (Krambúð – 1757; Faktorshúsið – 1765; Tjöruhúsið – 1781; Turnhúsið – 1784). Dabei ist Krambúðin das älteste erhaltene Haus Islands. Im Turnhúsið befindet sich das Heimatmuseum Neðstikaupstaður.
Ísafjörðurs allgemeiner Wohlstand kam erst im 18. Jahrhundert mit der Klippfischverarbeitung.
Ísafjörður erhielt zweimal das Stadtrecht (1786 und 1866), weil dieser Titel der Stadt zwischenzeitlich (1816) wieder aberkannt worden war.
Der Ort zählte 1835 erst 37 und 1890 ungefähr 200 Einwohner. 1901 lag die Einwohnerzahl bei 1220, 1910 bei 1854, 1920 bei 1980, 1930 bei 2533, 1940 bei 2833, 1950 bei 2808, 1960 bei 2725, 1970 bei 2680 und 1980 bei 3399. 1989 zählte Ísafjörður 3478 Einwohner.

## Kultur und Sehenswürdigkeiten
In Ísafjörður gibt es eine Musikschule. Gegenüber dem neuen Krankenhaus beherbergt das ehemalige Krankenhaus heute ein Kulturzentrum mit einer Bibliothek und Ausstellungsräumen. In der Aðalstræti (dt. „Hauptstraße“) befindet sich die Kunstgalerie Gallerí Úthverfa, wo Werke internationaler sowie isländischer Künstler gezeigt werden. Der an der östlichen Mündung des Skutulsfjörður gelegene rot-gelbe nur etwa fünf Meter hohe Leuchtturm Arnarnesviti wurde 1902 errichtet.
Mit dem Bau der modernen evangelischen Kirche Ísafjarðarkirkja wurde 1992 begonnen, und am Himmelfahrtstag 1995 wurde sie mit 300 Sitzplätzen eingeweiht. Die katholische Johanneskapelle Jóhannesarkapella in der Straße Mjallargata war ursprünglich ein 1935 erbautes Wohnhaus, das 1989 von der katholischen Kirche erworben und zu einer Kapelle umgebaut wurde, deren Einweihung im gleichen Jahr durch den Reykjavíker Bischof Alfred Jolson erfolgte. Daran anschließend wurde zwischen 1997 und 1999 eine neue Kapelle gebaut, die am 5. Juli 1999 durch den damaligen Bischof von Reykjavík Jóhannes Gijsen eingeweiht wurde. Die Pfingstkirche Hvítasunnukirkjan Salem wurde am 1. Januar 1945 in Ísafjörður gegründet und kaufte von der damaligen Hausfrauenschule Húsmæðraskólinn Ósk noch im selben Jahr in der Straße Fjarðarstræti 24 ihr heutiges Gemeindehaus, das 1988 renoviert wurde. Im Ortsteil Hnífsdalur ist die evangelische Hnífsdalskapella sehenswert, die 1955 eingeweiht wurde und bis zu 160 Menschen Platz bietet.
In Ísafjörður sind viele historische Wohnhäuser erhalten. 
Die finnische Schriftstellerin Satu Rämö lebt in Ísafjörður, was auch Schauplatz ihrer Kriminalromane um die fiktive Ermittlerin Hildur Rúnarsdóttir ist, die sich bisher über eine Million Mal verkauft haben.

## Wirtschaft und Infrastruktur

### Industrie
Ísafjörður war einst der größte Standort der Shrimps-Fischerei von Island und ist auch heute noch besonders für den Fischfang bekannt.
Das Unternehmen Kerecis stellt aus der Haut des Dorsches, einst ein Abfallprodukt, ein medizinisches Therapieprodukt her, welches den Heilungsprozess chronischer Wunden und Brandwunden beschleunigt, und investiert in Forschung und Entwicklung in diesem Bereich.

### Verkehrsanbindungen
Von Juni bis August bestehen von Ísafjörður Schiffsverbindungen zur fast gänzlich verlassenen und schwer erreichbaren Halbinsel Hornstrandir (Naturreservat) auf der anderen Seite des Ísafjarðardjúp. Im Hafen legen seit einigen Jahren zwischen Mai und Anfang September Kreuzfahrtschiffe an. Im Jahr 2020 waren insgesamt fast fünfzig Anläufe geplant, darunter waren auch die deutschsprachigen Anbieter AIDA, Phoenix Reisen und TUI Cruises.
Die Straeto-Fernbuslinien 61 und 62 bieten Anschluss an den öffentlichen Personenverkehr, jedoch nur in den Sommermonaten.
Die verkehrs- und versorgungstechnische Bedeutung des Ortes wird insbesondere deutlich durch die Anbindung an das innerisländische Flugnetz; der Flugplatz von Ísafjörður befindet sich am der Stadt gegenüber liegenden Ufer des Fjords.
Die Entfernung zur Hauptstadt Reykjavík beträgt 457 Straßenkilometer; der nächstgelegene Ort Bolungarvík liegt etwa 15 Kilometer in nordwestlicher Richtung entfernt.

## Bildung
Die Regionalbibliothek wurde 1889 gegründet, 1911 folgte Islands erste Musikschule. Seit 1970 gibt es in Isafjörður neben der Grundschule auch ein Gymnasium. Eine Kunstschule mit dem Namen von Islands erstem Architekten, Rögnvaldur Ólafsson, wurde 1993 gegründet.
Im März 2005 wurde ein Hochschulzentrum, Háskólasetur Vestfjarða, als einzige Hochschule der Region gegründet. Das Hochschulzentrum bietet englischsprachige Masterstudiengänge (Coastal Communities and Regional Development sowie Coastal and Marine Management), Fernstudienkurse sowie internationale Sommerschulen an. Darüber hinaus finden im Jahr mehrere Isländischkurse für verschiedene Niveaustufen statt.

## Persönlichkeiten
In Ísafjörður geboren wurden:
- Pétur Sigurgeirsson (1919–2010), Bischof 1981–1989
- Stefán Kristjánsson (1924–1990), Skirennläufer
- Steinþór Jakobsson (1931–1996), Skirennläufer
- Oddur Pétursson (1931–2018), Skilangläufer
- Ebeneser Þórarinsson (1932–2003), Skilangläufer
- Jón Karl Sigurðsson (1932–2019), Skirennläufer
- Jón Laxdal Halldórsson (1933–2005), Schauspieler und Regisseur
- Jón Baldvin Hannibalsson (* 1939), Politiker
- Kristinn Benediktsson (* 1939), Skirennläufer
- Árni Sigurðsson (* 1941), Skirennläufer
- Ólafur Ragnar Grímsson (* 1943), Präsident von Island 1996–2016
- Guðjón A. Kristjánsson (1944–2018), Politiker
- Þórhildur Þorleifsdóttir (* 1945), Regisseurin, Schauspielerin und Politikerin
- Agnes M. Sigurðardóttir (* 1954), Bischöfin 2012–2024
- Helgi Björnsson (* 1958), Schauspieler und Sänger
- Sigurður Jónsson (1959–1996), Skirennläufer
- Einar Ólafsson (* 1962), Skilangläufer
- Ásta Halldórsdóttir (* 1970), Skirennläuferin
- Arnór Gunnarsson (* 1971), Skirennläufer
- Sveinbjörn Pétursson (* 1988), Handballtorwart
- Arna Albertsdóttir (* 1990), Handbikerin

Der Schriftsteller Guðmundur Gíslason Hagalín (1898–1985) war in Ísafjörður zeitweise Stadtverordneter.

Der Sänger und Liedermacher Mugison (* 1976) wohnt in Ísafjörður.

## Städtepartnerschaften
- Roskilde, Dänemark (1948–2007)
- Joensuu, Finnland (seit 1948)
- Linköping, Schweden (seit 1948)
- Tønsberg, Norwegen (seit 1948)
- Skáli, Färöer (seit 1980)
- Nanortalik, Grönland (seit 1983)
- Kaufering, Deutschland (seit 2013)

## Sport
Jedes Jahr Ende April/Anfang Mai findet seit 1935 in Ísafjörður der Fossavatn-Skimarathon statt, ein offener Skilanglaufwettbewerb, der seit 2014 Teil des Worldloppet ist.
Die Europameisterschaft im Matschfußball wurde von 2004 bis 2019 in Ísafjörður und dem Nachbarort Bolungarvík ausgetragen.